# Cynoglossum montanum
Cynoglossum montanum — вид квіткових рослин родини шорстколистих (Boraginaceae).

## Біоморфологічна характеристика
Це дворічна рослина 30–50 см заввишки, ± м'яко розпушена або притиснуто-волосиста. Листки зазвичай ± ворсисті, іноді голі, нижні на ніжках, верхні сидячі, листова пластинка ± вузько-лінійно-видовжена до лінійно-ланцетної, до 20 см, від вузько-еліптичних до лінійних, тупі, сидячі. Суцвіття не щільне. Віночок від темно-бордового до темно-рожевого, дуже рідко синюватого забарвлення, 4.8–6.5 мм. Чашечка 3.5–4.9 мм при квітці. Горішки 4–6 мм в діаметрі.

## Поширення
Європа, Західна Азія.